# ایگور جورگی
ایگور جورگی (انگلیسی: Igor Jauregi؛ زادهٔ ۲۹ آوریل ۱۹۷۴) بازیکن فوتبال اهل اسپانیا است.
از باشگاه‌هایی که در آن بازی کرده‌است می‌توان به باشگاه فوتبال ایبار و باشگاه فوتبال رئال سوسیداد اشاره کرد.